# Língua himiarita

A língua himiarita é uma língua semítica que foi falada no Iêmen antigo pelos himiaritas. Continuou a existir mesmo após o fim do período himiarita. Era uma língua semítica, mas não pertencia às antigas línguas do sul da Arábia. A posição precisa dentro da família semítica é desconhecida por causa do conhecimento limitado da língua.
Embora o reino himiarita tenha sido uma potência importante no sul da Arábia entre os séculos I a.C. e V d.C., o conhecimento da língua himiarita é muito limitado, porque todas as inscrições himiaritas conhecidas foram escritas em sabélico, uma antiga língua do sul da Arábia. Os três textos himiaritas pareciam ser rimados (sigla ZI 11, Ja 2353 e o Hino de Cania). O himiarita é conhecido apenas a partir de declarações de estudiosos árabes dos primeiros séculos após a ascensão do Islã. Segundo a descrição deles, era ininteligível para os falantes de árabe.

## Distribuição
Ao contrário das antigas línguas do sul da Arábia, que foram suplantados pelo árabe no século VIII, se não muito antes, o himiarita continuou a ser falado nas regiões montanhosas do sudoeste do Iêmen após a ascensão do Islã. De acordo com Alhandani (893–947), foi falado em algumas áreas montanhosas do oeste do Iêmen no século X, enquanto as tribos da costa e no leste do Iêmen falavam árabe e a maioria das tribos das montanhas do oeste falavam dialetos árabes. com forte influência himiarita. Nos séculos seguintes, o himiarita foi completamente suplantado pelo árabe, mas os dialetos modernos das regiões montanhosas parecem mostrar traços de seu substrato himiarita.

## Características
A característica conhecida mais proeminente do himiarita é o artigo definido am- /an- . Esse recurso era compartilhado, no entanto, com alguns dialetos árabes no oeste da Península Arábica. Além disso, os sufixos da perfeita (conjugação de sufixos) na primeira pessoa do singular e na segunda pessoa começavam com k-, enquanto o árabe tem t- . Esse recurso também é encontrado nas línguas do sul da Arábia antiga, nas línguas semíticas etiópicas e nas línguas semíticas meridionais orientais. Ambas as características também são encontradas em alguns dialetos modernos árabes iemenitas no Iêmen, provavelmente por meio da influência do substrato himiarita. O artigo am- também é encontrado em outros dialetos modernos de árabe na Península Arábica e na África Central.

## Exemplo
Apenas algumas frases himiaritas são conhecidas. A frase a seguir foi supostamente proferida em 654/5 em Dhamar. Uma vez que foi transmitida em escrita árabe não-vocalizada, a pronúncia exata é desconhecida; a reconstrução dada aqui é baseada no árabe clássico.
| Himiarita  | Escrita árabe | رايك                                                 | بنحلم                                                | كولدك                                                | ابنا                                                 | من                                                   | طيب                                                  |
| Himiarita  | reconstrução  | raʾay-ku                                             | bi-n-ḥulm                                            | ka-walad-ku                                          | ibn-an                                               | min                                                  | ṭīb                                                  |
| Explicação | Explicação    | Vi                                                   | em - artigo- sonho                                   | que eu dava à luz                                    | filho - caso acusativo                               | de                                                   | ouro                                                 |
| Português  | Português     | "Vi em um sonho que eu dava à luz um filho de ouro". | "Vi em um sonho que eu dava à luz um filho de ouro". | "Vi em um sonho que eu dava à luz um filho de ouro". | "Vi em um sonho que eu dava à luz um filho de ouro". | "Vi em um sonho que eu dava à luz um filho de ouro". | "Vi em um sonho que eu dava à luz um filho de ouro". |

Há também uma canção curta, que parece mostrar influência árabe.